# Шупп, Эмар де
Эмар де Шупп (фр. Aymar de Chouppes; 1612—1673) — французский военный деятель, маркиз. В некоторых источниках годом его смерти ошибочно указан 1677 год.

## Биография
Родился в Пуату.
До 1625 года был королевским пажом, затем с 1628 года служил в королевской гвардии. В этом качестве участвовал в осаде Ла-Рошеля и принимал участие во всех кампаниях периода конца правления Людовика XIII, за свои военные заслуги в 1643 году был повышен до звания генерал-лейтенанта.
Во время Фронды присоединился к партии принца Конде и предоставил в его распоряжение пехотный полк, которым командовал с 1650 года.
Вернувшись к службе в 1653 году, он примкнул к силам принца Конти и вернул под контроль короля Гиень и Перигор, затем отличился во время кампании в Каталонии, получив звание генерал-лейтенанта от правительства Руссильона, которого был лишён в 1661 году. После этого он был на некоторое время отправлен с дипломатической миссией в Португалию, а в 1662 году получил командование над силами на острове Бель-Иль.
Оставил мемуары (изданы в 1753 году и переизданы в 1861 году).